# Anoura luismanueli
Anoura luismanueli és una espècie de ratpenat que viu al vessant oriental dels Andes de Veneçuela entre els 1.100 i 2.300 metres.